# (73376) 2002 LO2
(73376) 2002 LO2 – planetoida z pasa głównego asteroid okrążająca Słońce w ciągu 4,19 lat w średniej odległości 2,6 j.a. Odkryta 4 czerwca 2002 roku.